# Риба-шабля хвостата
Риба-шабля хвостата (Lepidopus caudatus) — риба родини волосохвостові.

## Розповсюдження
Розповсюджена у теплих та помірно теплих водах: Південна Африка, Австралія, Нова Зеландія; у Північно-Східній Атлантиці та у Середземному морі.

## Будова
Довжина до 2 м, вага до 3 кг. Тіло витягнуте, стрічкоподібне. Голова довга, рило витягнуте, рот великий. Нижня щелепа довша за верхню, зуби добре розвинені, крім того на верхній щелепі є 4 — 6, а на нижній 1 — 2 великих гострих зуба для захвату здобичі. Луска відсутня. Довгий спинний плавець починається відразу за головою та закінчується майже біля хвостового плавця, містить 100—105 колючих променя. Анальний плавець відносно короткий, складається з 31-36 колючих променів та 21-25 м'яких променів. Черевні плавці схожі на маленькі луски позаду грудних плавців. Хвостовий плавець роздвоєний. Забарвлення сріблясте, часто з золотистою стрічкою на боках.

## Спосіб життя
Бентопелагічні риби, часто зустрічаються на глибинах до 100—250, іноді до 400 м. Надають перевагу піщаному дну. Зустрічаються зграями, дуже швидко плавають. Живляться дрібною рибою та ракоподібними. Нерест наприкінці зими та на початку весни.

## Значення
У деяких країнах (Марокко, Португалія) риба-шабля має промислове значення та високо ціниться в кулінарії за гарні смакові якості.